# Джюнейт Чакир
Джюнейт Чакир (тур. Cüneyt Çakır, *23 листопада 1976, Стамбул) — турецький футбольний арбітр. Арбітр ФІФА з 2006 року. 
З 2001 року обслуговує матчі вищого дивізіону чемпіонату Туреччини. 
Включений до списку арбітрів чемпіонату Європи 2012 .
1 березня 2016 увійшов до складу суддівської бригади для обслуговування матчів чемпіонату Європи з футболу 2016.
Влітку 2016 обслуговував матчі чоловічого Олімпійського турніру в Ріо-де-Жанейро.
З осені 2016 обслуговує відбіркові матчі чемпіонату світу 2018.
У 2017 обраний до числа головних арбітрів молодіжного чемпіонату світу з футболу 2017.